# Équipe cycliste Fassa Bortolo
L'Équipe cycliste Fassa Bortolo était une formation italienne de cyclisme professionnel sur route ayant participé au ProTour 2005. Elle fut notamment l'équipe des Italiens Alessandro Petacchi (vainqueur de Milan-San Remo 2005) et Ivan Basso (meilleur jeune du Tour de France 2002).

## Histoire de l'équipe
L'équipe est fondée en 2000 par Giancarlo Ferretti, qui a dirigé également dans le passé les équipes Ariostea et MG-Technogym. Elle disparaît en 2005. Elle a été concernée par plusieurs affaires de dopage.

### 2000: Première saison
Pour sa première saison, les dirigeants recrutent un mélange de coureurs expérimentés et de néo-professionnels. Quatre membres de l’équipe Ballan–Alessio signent comme les Italiens Fabio Baldato, Andrea Ferrigato, Nicola Loda et Matteo Tosatto. Le jeune sprinteur Alessandro Petacchi signe depuis l’équipe Navigare-Gaerne avec son coéquipier Gabriele Balducci. Elle recrute aussi un autre sprinteur en la personne du Russe Dimitri Konyshev (Mercatone Uno-Bianchi), déjà vainqueur d’étapes sur les trois grands tours. Du côté des néo-pro, le champion du monde espoirs en titre, l’Italien Leonardo Giordani, devient membre également de l’équipe ainsi que le Slovène Tadej Valjavec et l’Ukrainien Volodymyr Gustov, vainqueurs respectivement du Tour d'Italie Espoirs et du Tour de Lombardie amateurs la saison précédente. Les Italiens Roberto Petito, Wladimir Belli, Dario Frigo et Andrea Peron et le Lituanien Raimondas Rumšas signent également.
La première victoire de l’équipe est signée en mars par Fabio Baldato avec la troisième étape de Paris-Nice qu'il gagne en réglant un groupe de dix-neuf personnes. Matteo Tosatto remporte également une étape de la Course au soleil, avec la cinquième étape. Dario Frigo termine huitième au classement final. L’équipe participe ensuite à la première classique de la saison avec Milan-San Remo que Fabio Baldato termine deuxième au sprint derrière l’Allemand Erik Zabel. Deux jours plus tard, Frigo gagne le Tour de Campanie. Le mois d'avril voit Frigo remporter une nouvelle victoire avec la quatrième étape du Tour du Trentin et Wladimir Belli terminer quatrième de la Doyenne, Liège-Bastogne-Liège. En mai, Nicola Loda remporte la deuxième étape du Grand Prix du Midi libre et l'équipe participe ensuite à son premier Grand Tour, le Tour d'Italie. Avec un groupe composé de huit italiens et un russe, l'équipe est tourné vers les sprints avec Fabio Baldato, Alessandro Petacchi ou encore Dimitri Konyshev.

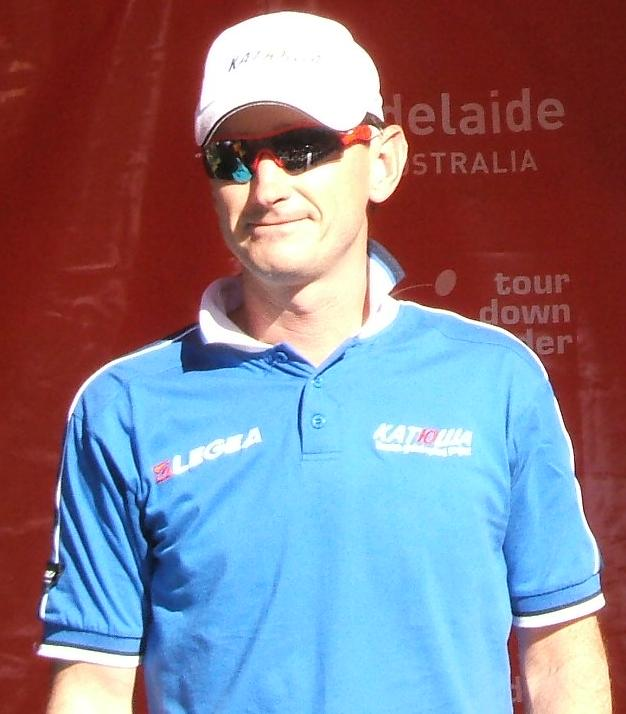
Dimitri Konyshev (ici en 2009) remporte la première victoire de l'équipe sur un Grand Tour

Le russe remporte la sixième étape alors que Matteo Tosatto porte le maillot rose de leader trois jours en début d'épreuve. Au classement général final, la Fassa Bortolo place deux coureurs dans les quinze premiers avec Wladimir Belli septième et Dario Frigo treizième et Konyshev remporte le classement par points. Au début du mois de juin, Alessandro Petacchi remporte ses premières victoires de la saison avec trois étapes du Tour de Luxembourg et deux étapes de la Route du Sud. Pendant ce temps là, Wladimir Belli et Marco Fincato remportent deux étapes du Tour de Suisse  alors que Dario Frigo et Belli termine respectivement deuxième et troisième à l'arrivée à Baden. Ne faisant pas partie des équipes participants au Tour de France, elle participe notamment au Dekra Open Stuttgart en Allemagne où Nicola Loda remporte une étape et le classement général. Après un mois d'août qui voit Fabio Baldato et Gabriele Balducci terminer troisième et sixième de la HEW Cyclassics et Alessandro Petacchi remporter une étape du Regio-Tour, l'équipe participe au Tour d'Espagne où le sprinteur italien remporte deux étapes et le Lituanien Raimondas Rumšas termine cinquième du classement général, la meilleure place de la Fassa Bortolo sur ce Grand Tour. Petacchi gagne ensuite deux étapes et le classement général du Tour de la province de Lucques avant que Rumšas remporte la première grande victoire de l'équipe sur une épreuve de Coupe du Monde avec le Tour de Lombardie en battant Francesco Casagrande au sprintl.
En fin de saison, l'équipe termine troisième du classement par équipes de la Coupe du monde (Fabio Baldato huitième au classement individuel) et troisième également du classement UCI (Wladimir Belli termine treizième).

### 2001-2002: Le sommet du cyclisme mondial

#### 2001: La Fassa numéro 1 mondiale
Durant l'intersaison 2000-2001, l'équipe recrute plusieurs membres, encore une fois un mélange de coureurs expérimentés et en devenir. La plus grosse recrue est le numéro 1 mondial 2000, l'Italien Francesco Casagrande qui rejoint les rangs de la Fassa Bortolo depuis l'équipe Vini Caldirola avec son frère Filippo. Le jeune Ivan Basso (Amica Chips-Tacconi Sport) signe également avec son coéquipier Oscar Pozzi. Elle recrute aussi deux champions nationaux en titre, le Luxembourgeois Kim Kirchen (De Nardi-Pasta Montegrappa) et le Russe Sergueï Ivanov (Farm-Frites). Elle voit par contre le départ de deux italiens, Gabriele Balducci et Andrea Ferrigato.
La première victoire de la saison intervient avec la victoire du nouveau-venu Ivan Basso sur la première étape du Tour méditerranéen. Sergueï Ivanov remporte ensuite la quatrième étape du Giro della Liguria avant que l'équipe ne remporte pour la seconde année consécutive le Tour de Campanie par l'intermédiaire de Dimitri Konyshev. Lors de Paris-Nice, la première grande course par étape de la saison, l'équipe réalise un grand coup avec la victoire sur la sixième étape et au général pour Dario Frigo et la seconde pour Raimondas Rumšas. Après une victoire de Roberto Petito sur Tirreno-Adriatico (septième étape) et la première victoire de la saison du sprinteur Alessandro Petacchi sur la Semaine internationale Coppi et Bartali, l'équipe remporte une nouvelle course par étape avec Rumšas sur le Tour du Pays basque (il gagne également la sixième étape). Petacchi remporte ensuite deux nouvelles victoires d'étapes sur la Semaine cycliste lombarde et Francesco Casagrande termine quatrième de Liège-Bastogne-Liège et gagne une étape et le classement général du Tour du Trentin. Frigo termine premier ensuite du Tour de Romandie alors que Wladimir Belli termine troisième, préparant au mieux le premier Grand Tour de la saison dont il est l'un des principaux favoris. Le Tour d'Italie commence mal pour l'équipe avec l'abandon de Francesco Casagrande après la première étape mais Frigo endosse le maillot de leader lors de la quatrième étape. Il le perd lors de la treizième étape remporté par le Mexicain Julio Alberto Pérez Cuapio au profit de Gilberto Simoni alors que Matteo Tosatto avait remporté l'étape de la veille au sprint. À l'issue de la quatorzième étape, Wladimir Belli est exclu de la course pour avoir donné un coup de poing à un spectateur lors de la dernière ascension. Frigo remporte ensuite la quinzième étape contre-la-montre mais lors de la journée de repos une descente de police provoque l'expulsion de la course de celui-ci pour possession de produits dopants. Il est licencié immédiatement par l'équipe.

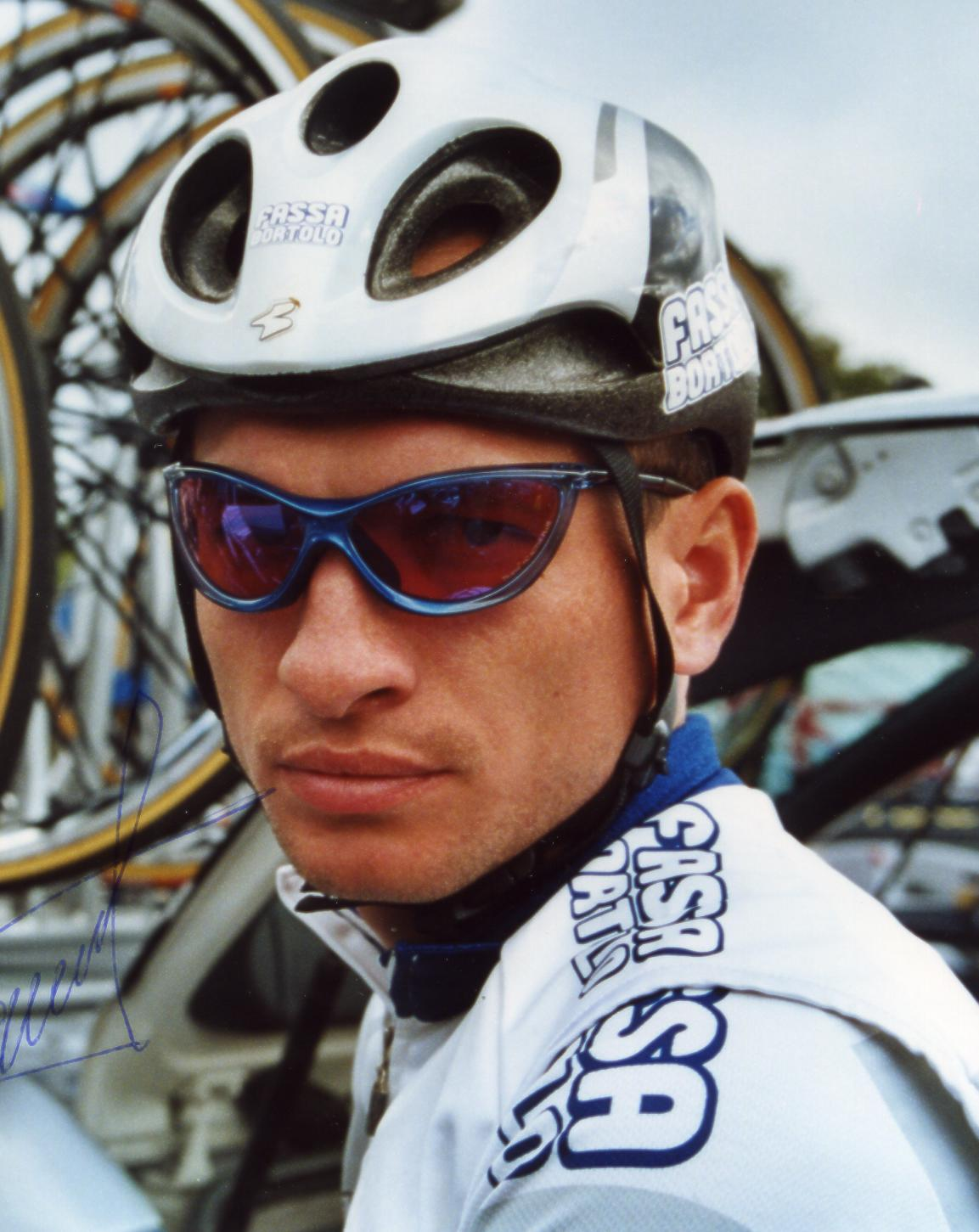
Sergueï Ivanov, vainqueur de la première étape de l'équipe sur le Tour de France

Mi-juin, l'équipe remporte plusieurs victoires d'étapes avec Ivan Basso sur le Tour d'Autriche, Kim Kirchen et Fabio Baldato sur le Tour de Luxembourg. Lors du Tour de Suisse, Dimitri Konyshev gagne la cinquième étape avec la prise de pouvoir de Wladimir Belli. Le lendemain, c'est au tour de Sergueï Ivanov de gagner son étape. Deux jours plus tard, Belli est dépossédé de son maillot de leader par Lance Armstrong lors de la huitième étape contre-la-montre et termine troisième du classement général final. Lors des championnats nationaux, Andrea Peron devient champion d'Italie contre-la-montre et Raimondas Rumšas champion de Lituanie sur route.
La Fassa Bortolo participe ensuite à son premier Tour de France. Elle compte sur Francesco Casagrande qui a abandonné le Tour d'Italie deux mois plus tôt et Wladimir Belli pour le classement général et Alessandro Petacchi pour les sprints. Le jeune Ivan Basso participe à son premier Tour de France. Encore une fois, la compétition commence mal avec l'abandon de Casagrande lors de la quatrième étape. Lors de la septième étape remporté par le Français Laurent Jalabert, Basso chute alors qu'il est échappé avec lui et doit abandonner à son tour. Sergueï Ivanov redonne le sourire à l'équipe avec sa victoire sur la neuvième étape en solitaire. Au classement général final, Wladimir Belli est le meilleur coureur de l'équipe avec une vingt-quatrième place. Le mois d'août voit Casagrande et Belli terminer respectivement deuxième et quatrième de la Classique de Saint-Sébastien, Fabio Baldato finir huitième de la HEW Cyclassics et à nouveau Casagrande gagner la Coppa Agostoni et prendre la quatrième place du Championnat de Zurich. En septembre, l'équipe gagne ses trois dernières victoires de la saison avec le Trofeo Melinda (Francesco Casagrande), la quatrième étape du Tour de Pologne (Alessandro Petacchi) et la troisième étape du Ster Elektrotoer (Luca Mazzanti).
L'équipe termine première du classement UCI et place l'Italien Francesco Casagrande dixième du classement individuel. Au classement de la Coupe du monde, l'équipe est quatrième du classement final et Casagrande également meilleur coureur de la Fassa Bortolo (sixième).

#### 2002: Victoires sur les classiques
Après l'arrivée de l'Italien Michele Bartoli (Mapei-QuickStep) en fin de saison dernière, l'équipe recrute plusieurs nouveaux coureurs pour la saison 2002. L'Ukrainien Serhiy Honchar (champion du monde contre-la-montre 2000), le slovène Gorazd Štangelj et les Italiens Denis Zanette et Marco Zanotti signent depuis l'équipe Liquigas-Pata qui s’arrêtait en fin de saison 2001. Le Suisse Sven Montgomery (La Française des jeux), Rinaldo Nocentini (Mapei-QuickStep) et Marco Velo (Mercatone Uno-Stream TV) signent un contrat également. Au contraire, plusieurs coureurs quittent l'équipe, notamment l'ancien champion du monde espoirs Leonardo Giordani qui s'en va sans avoir réalisé de grandes performances pour l'équipe, ainsi que le Lituanien Raimondas Rumšas.

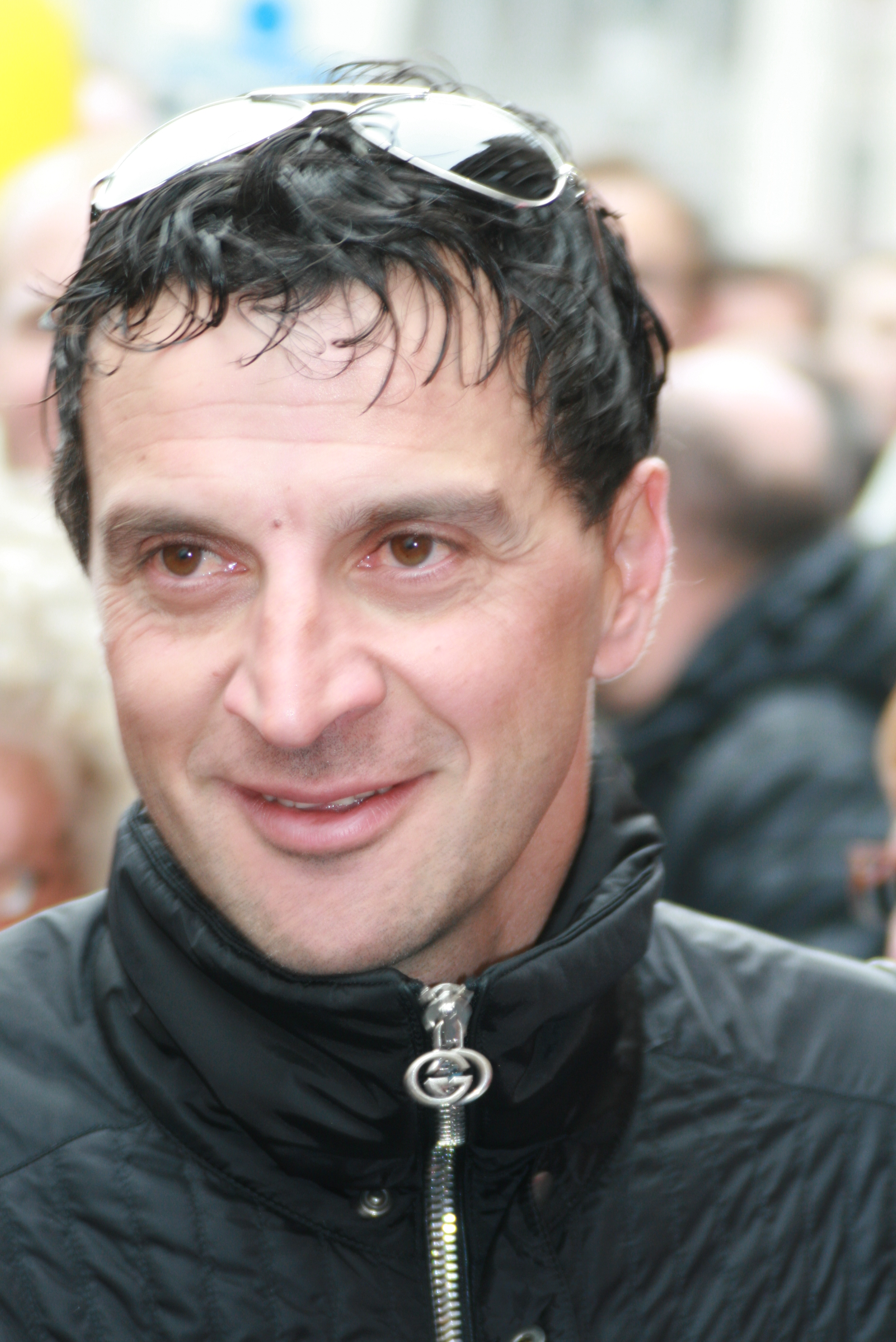
Michele Bartoli (ici en 2009), vainqueur de l'Amstel Gold Race et du Tour de Lombardie

La première victoire de la saison est une victoire collective avec le contre-la-montre par équipes inaugural du Tour méditerranéen, placant Michele Bartoli leader du classement général. Il remporte ensuite la quatrième étape en haut du Mont-Faron puis Alessandro Petacchi gagne la cinquième. Bartoli remporte le classement général. Après plusieurs victoires en Italie et en Espagne (notamment trois victoires d'étapes pour Petacchi sur le Tour de la Communauté valencienne), le sprinteur italien remporte deux étapes sur Paris-Nice, se présentant comme l'une des nouvelles stars du sprint mondial. Il gagne trois étapes de la Semaine internationale Coppi et Bartali avant que Francesco Casagrande termine premier du classement final. En avril Fabio Baldato remporte la troisième étape des Trois Jours de La Panne mais ne réalise pas de grandes performances sur les classiques pavées. La Semaine cycliste lombarde voit ensuite le Slovène Tadej Valjavec lever les bras pour la première fois de sa carrière. Viens ensuite la campagne des classiques ardennaises qui réussissent à l'équipe avec d'abord la troisième place d'Ivan Basso sur Liège-Bastogne-Liège derrière un doublé Mapei-Quick Step et surtout le doublé sur l'Amstel Gold Race avec la victoire de Michele Bartoli devant Sergueï Ivanov. Le même jour, Francesco Casagrande remporte pour la seconde année consécutive le Tour du Trentin.
L'équipe se présente ensuite au Tour d'Italie avec notamment Casagrande en leader pour le classement général et Alessandro Petacchi pour les arrivées au sprint. Alors que Michele Bartoli se blesse et abandonne lors de la seconde étape, Casagrande réalise un bon début de Giro avec notamment une seconde place lors de la onzième étape. Ce dernier est cependant exclu de la course lors de la quinzième étape pour avoir provoqué la chute du Colombien Jhon Freddy García. À l'arrivée à Milan, le meilleur coureur de l'équipe est l'Ukrainien Serhiy Honchar (vingt-troisième). Après ce Tour d'Italie décevant, Casagrande remport la cinquième étape du Tour de Suisse alors que Tadej Valjavec termine dixième de la course. Les championnats nationaux voit la victoire de Honchar au championnat d'Ukraine contre-la-montre.
La Fassa Bortolo participe ensuite à son deuxième Tour de France avec Ivan Basso en leader et qui est l'un des favoris pour le classement du meilleur jeune. Sans victoire d'étapes de l'équipe lors des premières journées, Basso prend le maillot blanc à l'Anglais David Millar à l'issue de la onzième étape remportée par Lance Armstrong. Alors huitième du classement général, l'Italien va perdre quelques places mais va garder son maillot blanc de meilleur jeune jusqu'au terme de l'épreuve, terminant onzième à Paris. Le mois d'août voit de nouvelles victoires pour l'équipe avec Alessandro Petacchi (troisième étape du Regio-Tour et troisième étape du Tour des Pays-Bas) et Sergueï Ivanov (cinquième étape du Tour des Pays-Bas). Lors du dernier Grand Tour de la saison, le Tour d'Espagne, le sprinteur Petacchi remporte la douzième étape au sprint devant l'Allemand Erik Zabel et Francesco Casagrande termine septième de l'épreuve à Madrid. Michele Bartoli finit la saison de l'équipe avec quatre victoires aux mois de septembre et octobre, avec notamment la classique de Coupe du Monde, le Tour de Lombardie au sprint devant Davide Rebellin et Oscar Camenzind.
À la fin de la saison, l'équipe se classe deuxième du classement UCI (avec Michele Bartoli dixième) et également seconde de la Coupe du monde avec de nouveau Bartoli le mieux classé, cette fois-ci troisième

### 2003-2005: Un "train" de haut-niveau

#### 2003: victoires d'étapes sur les Grands Tours
Entre les saisons 2002 et 2003, beaucoup de changements sont opérés dans l'effectif de l'équipe. En effet neuf départs et onze arrivées sont recensés. Parmi les départs, les Italiens Fabio Baldato, Wladimir Belli, les frères Francesco et Filippo Casagrande, Rinaldo Nocentini, Oscar Pozzi, Paolo Tiralongo, l'Ukrainien Serhiy Honchar et le Russe Dimitri Konyshev quittent la Fassa Bortolo. Au contraire, l'équipe voit signer les jeunes Fabian Cancellara et Filippo Pozzato avec leur coéquipier Dario Cioni (Mapei-Quick-Step), le vainqueur espagnol du Tour d'Espagne 2002 Aitor González et Juan José de los Ángeles (Kelme-Costa Blanca), le champion du monde espoirs en titre Francesco Chicchi, Guido Trenti pour aider Petachi dans les sprints, Marzio Bruseghin, Gustav Larsson et le néo-pro Julián Sánchez Pimienta. Dario Frigo, déjà membre de l'équipe entre 2000 et 2001 mais licencié avec le Blitz du Giro, re-signe après une saison chez Tacconi Sport-Sidermec.
La saison commence mal pour l'équipe avec la mort de Denis Zanette le 10 janvier 2003. Il est victime d'un malaise et perd connaissance chez le dentiste, et décède en arrivant à l'hôpital.
Côté sportif, la première victoire de l'année est obtenue sur un contre-la-montre par équipes sur le Tour méditerranéen, que les coureurs dédient à leur coéquipier décédé plus tôt. Filippo Pozzato remporte ensuite le Trofeo Laigueglia et Alessandro Petacchi le Trofeo Luis Puig.

#### 2005: ProTour et dernière saison
Pour cette saison, l'équipe laisse partir les Italiens Dario Cioni (il rejoint la nouvelle équipe Liquigas-Bianchi), Filippo Pozzato et Guido Trenti (Quick Step-Innergetic) et Luca De Angeli (Colombia-Selle Italia), l'Américain Thomas Danielson (Discovery Channel) les Espagnols Aitor González (Euskaltel-Euskadi) et Juan José de los Ángeles (fin de carrière) ainsi que le Belge Frank Vandenbroucke (Mr Bookmaker.com). Au contraire, plusieurs coureurs signent un contrat pour la dernière saison de l'équipe. On retrouve l'Estonien Andrus Aug (Domina Vacanze), le Slovène Andrej Hauptman (Lampre), le Biélorusse Kanstantsin Siutsou (Lokomotiv), et les Italiens Lorenzo Bernucci (Landbouwkrediet-Colnago), Paolo Bossoni, (Lampre), les néo-pros Vincenzo Nibali et Claudio Corioni, Massimo Giunti (Domina Vacanze) ainsi que Fabio Baldato (Alessio-Bianchi) qui revient dans l'équipe trois ans après.
La première victoire de la saison est glanée par le sprinteur maison, Alessandro Petacchi, sur le Grand Prix de la côte étrusque. Francesco Chicchi termine troisième de la course. Le Luxembourgeois Kim Kirchen remporte ensuite le Trofeo Laigueglia

## Coureurs connus
Ce tableau présente les résultats obtenus au sein de l'équipe par une sélection de coureurs qui se sont distingués soit par le rôle de leader ou de capitaine de route qui leur a été attribué pendant tout ou partie de leur passage dans l'équipe (comme Alessandro Petacchi, membre de l'équipe durant toute son existence), soit en remportant une course majeure pour l'équipe (comme Michele Bartoli, vainqueur du Tour de Lombardie en 2002 et 2003), soit encore par leur place dans l'histoire du cyclisme en général (comme Ivan Basso, double vainqueur du Tour d'Italie en 2006 et 2010).
| Nom                  | Naissance | Nationalité | Arrivée   | Départ    | Résultats pour l'équipe |
| -------------------- | --------- | ----------- | --------- | --------- | --- |
| Andrea Peron         |           | Italie      | 2000      | 2001      | Championnat d'Italie du contre-la-montre (2001) |
| Raimondas Rumšas     |           | Lituanie    | 2000      | 2001      | Championnat de Lituanie sur route (2001) Tour de Lombardie (2000) Tour du Pays basque (2001) |
| Dimitri Konyshev     |           | Russie      | 2000      | 2002      | Championnat de Russie sur route (2001) 1 étape du Tour d'Italie (2000) Classement par points du Tour d'Italie 2000                                                                               |
| Tadej Valjavec       |           | Slovénie    | 2000      | 2003      | Championnat de Slovénie sur route (2003) |
| Dario Frigo          |           | Italie      | 2000 2003 | 2001 2005 | Paris-Nice (2001) Tour de Romandie (2001) |
| Alessandro Petacchi  |           | Italie      | 2000      | 2005      | 17 étapes du Tour d'Espagne 19 étapes du Tour d'Italie 4 étapes du Tour de France Milan-San Remo (2005) Classement par points du Tour d'Italie 2004 Classement par points du Tour d'Espagne 2005 |
| Matteo Tosatto       |           | Italie      | 2000      | 2005      | 1 étape du Tour d'Italie (2001) |
| Francesco Casagrande |           | Italie      | 2001      | 2002      | |
| Kim Kirchen          |           | Luxembourg  | 2001      | 2005      | Championnat du Luxembourg sur route (2004) Tour de Pologne (2005) |
| Ivan Basso           |           | Italie      | 2001      | 2003      | Classement du meilleur jeune du Tour de France 2002 |
| Michele Bartoli      |           | Italie      | 2002      | 2003      | Amstel Gold Race (2002) Tour de Lombardie (2002 et 2003) |
| Dario Cioni          |           | Italie      | 2003      | 2004      | Championnat d'Italie du contre-la-montre (2004) |
| Aitor González       |           | Espagne     | 2003      | 2004      | 1 étape du Tour d'Italie (2003) 1 étape du Tour de France (2004) |
| Filippo Pozzato      |           | Italie      | 2003      | 2004      | Tirreno-Adriatico (2003) 1 étape du Tour de France (2004) |
| Marzio Bruseghin     |           | Italie      | 2003      | 2005      | |
| Fabian Cancellara    |           | Suisse      | 2003      | 2005      | Championnat de Suisse contre-la-montre (2004 et 2005) Prologue du Tour de France 2004 |
| Juan Antonio Flecha  |           | Espagne     | 2004      | 2005      | Championnat de Zurich (2004) |

## Palmarès et statistiques

### Principales victoires

#### Classiques
- Tour de Lombardie : 2000 (Raimondas Rumšas), 2002 et 2003 (Michele Bartoli)
- Amstel Gold Race : 2002 (Michele Bartoli)
- Milan-Turin : 2002 (Michele Bartoli), 2005 (Fabio Sacchi)
- Championnat de Zurich : 2004 (Juan Antonio Flecha)
- Milan-San Remo : 2005 (Alessandro Petacchi)

#### Courses par étapes
- Tour du Pays basque : 2001 (Raimondas Rumšas)
- Tour de Romandie : 2001 (Dario Frigo)
- Paris-Nice : 2001 (Dario Frigo)
- Tirreno-Adriatico : 2003 (Filippo Pozzato)
- Tour de Pologne : 2005 (Kim Kirchen)

#### Grands Tours
- Tour de France
  - 5 participations (2001, 2002, 2003, 2004, 2005)
  - 9 victoires d'étapes :
    - 1 en 2001 : Sergueï Ivanov
    - 4 en 2003 : Alessandro Petacchi (4)
    - 3 en 2004 : Fabian Cancellara, Filippo Pozzato, Aitor González
    - 1 en 2005 : Lorenzo Bernucci

  - Meilleur place :
    - 2003 : Ivan Basso (7e)

  - 1 classement annexe :
    -  Classement du meilleur jeune : Ivan Basso (2002)
- Tour d'Italie
  - 6 participations (2000, 2001, 2002, 2003, 2004, 2005)
  - 24 victoires d'étapes :
    - 1 en 2000 : Dimitri Konyshev
    - 1 en 2001 : Dario Frigo, Matteo Tosatto
    - 8 en 2003 : Alessandro Petacchi (6), Dario Frigo, Aitor González
    - 9 en 2004 : Alessandro Petacchi (9)
    - 4 en 2005 : Alessandro Petacchi (4)

  - 3 classements annexes :
    - 2  Classement par points : Dimitri Konyshev (2000) et Alessandro Petacchi (2004)
    -  Prix de la combativité : Alessandro Petacchi (2004)

  - Meilleur place :
    - 2004 : Dario Cioni (4e)
- Tour d'Espagne
  - 5 participations (2000, 2002, 2003, 2004, 2005)
  - 17 victoires d'étapes :
    - 2 en 2000 : Alessandro Petacchi (2)
    - 1 en 2002 : Alessandro Petacchi
    - 5 en 2003 : Alessandro Petacchi (5)
    - 4 en 2004 : Alessandro Petacchi (4)
    - 5 en 2005 : Alessandro Petacchi (5)

  - 1 classement annexe :
    -  Classement par points : Alessandro Petacchi (2005)

  - Meilleur place :
    - 2000 : Raimondas Rumšas (5e)

#### Championnats nationaux
- Championnats d'Italie (2) :
  - Contre-la-montre : 2001 (Andrea Peron) et 2004 (Dario Cioni)
- Championnats de Lituanie (1) :
  - Course en ligne : 2001 (Raimondas Rumšas)
- Championnats de Russie (1) :
  - Course en ligne : 2001 (Dimitri Konyshev)
- Championnats d'Ukraine (1) :
  - Contre-la-montre : 2002 (Serhiy Honchar)
- Championnats de Slovénie (1) :
  - Course en ligne : 2003 (Tadej Valjavec)
- Championnats du Luxembourg (1) :
  - Course en ligne : 2004 (Kim Kirchen)
- Championnats de Suisse (2) :
  - Contre-la-montre : 2004 et 2005 (Fabian Cancellara)

### Classements UCI
De 2000 à 2004, Fassa Bortolo est classée parmi les Groupes Sportifs I, la première catégorie des équipes cyclistes professionnelles. Les classements détaillés ci-dessous pour cette période sont ceux de la formation Fassa Bortolo en fin de saison.
| Saison | Classement par équipes | Meilleur coureur au classement individuel |
| ------ | ---------------------- | ----------------------------------------- |
| 2000   | 3e                     | Wladimir Belli (13e)                      |
| 2001   | 1re                    | Francesco Casagrande (10e)                |
| 2002   | 2e                     | Michele Bartoli (11e)                     |
| 2003   | 1re                    | Alessandro Petacchi (3e)                  |
| 2004   | 9e                     | Alessandro Petacchi (9e)                  |

En 2005, l'équipe dispute le ProTour, qui donne lieu en fin de saison à un classement des 20 équipes le composant.
| Saison | Classement par équipes | Meilleur coureur au classement individuel |
| ------ | ---------------------- | ----------------------------------------- |
| 2005   | 13e                    | Alessandro Petacchi (11e)                 |